# Veletržní hala B (Innsbruck)
Veletržní hala B je ocelová rámová konstrukce v Innsbrucku, která původně stála v Praze a byla dopravena do Innsbrucku v letech 1892/93.
Hala stála na pražské jubilejní výstavě v roce 1891. Poté byla demontována a v Innsbrucku vystavěna. Ocelová rámová konstrukce ve stylu druhé poloviny 19. století byla jednoduše spojena jako Eiffelova věž, a proto mohla být opětovně rozložena. V době monarchie sloužila hala k výstavám. Ve dvacátých a třicátých letech dvacátého století byla hala změněna a přestavena tak, že ztratila svůj původní vzhled. V roce 2010 bylo zjištěno, že historická ocelová konstrukce byla téměř dokonale zachráněna v rámci stavby, dokonce i historické zasklení bylo ještě částečně přítomno. Výsledkem bylo, že hala byla restaurována v areálu výstaviště v Innsbrucku a od roku 2012 má svůj původní vzhled.